# Ollioules
Ollioules é uma comuna francesa na região administrativa da Provença-Alpes-Costa Azul, no departamento de Var. Estende-se por uma área de 19.89 km². Em 2010 a comuna tinha 14 020 habitantes (densidade: 704,9 hab./km²).